# エリバ・アダド1世
エリバ・アダド1世（Eriba-Adad、mSU-dIM または mSU-d10、「アダド神は置き換えれり、在位：前1392年-前1366年）はアッシリアの王。彼の父はかつての王アッシュール・ベル・ニシェシュであった。この系譜はレンガに刻まれた碑文、『アッシリア王名表』、粘土板文書によって証明されている。『アッシリア王名表』のバージョンの1つでは彼の父はアッシュール・リム・ニシェシュとなっているが、これは恐らく誤りである。エリバ・アダド1世は甥であるアッシュール・ナディン・アヘ2世の跡を継いで王となり、息子で有名なアッシュール・ウバリト1世が後継者として跡を継いだ。『アッシリア王名表』によればエリバ・アダド1世は第72代のアッシリア王であり27年間在位した。彼の治世は通常、中アッシリア時代の始まりと考えられている。

## 来歴
アッシリアの歴史に記録された「甥からおじへの継承」はほとんどの場合流血を伴う出来事であったが、エリバ・アダド1世の即位に関わる状況は不明である。彼はシャムシ・アダド1世以降のアッシリア王で初めて自らを「エンリル神の摂政」と表現した。彼の無記名の王印は木のそばで向かい合い有翼太陽円盤を自らの翼に載せる有翼のグリフォンと足で二頭のグリフォンを掴む双頭のグリフォンという2つの紋章のグループが描かれている。これは古い様式からの根本的な脱却であり、後世のアッシリア彫刻の先駆を成すものであった。これは中アッシリアにおける契約粘土板文書群に押印されたことがわかっている。
エリバ・アダド1世は恐らく、強大なミッタニ（ミタンニ）の影の下でその治世を始めた。しかしながら、ミッタニではトゥシュラッタとその兄弟アルタタマ2世の間の王位継承争いが起き、アルタタマ2世の後にはその息子シュッタルナ3世が争いを続けた。彼は自らをフルリ人（フリ人）の王と呼び、アッシリア人の支援を求めた。親アッシリアの派閥がミッタニの宮廷に登場し、これによってアッシリアは最終的にアッシリアに対するミッタニの影響力を打破することが可能となり、逆にミッタニの上にアッシリアの影響力を及ぼすこともできるようになった。エリバ・アダド1世の息子で後継者のアッシュール・ウバリト1世はこれを最大限活用し、ミッタニを崩壊に導くことになる。
この時代の年名に用いられている何人かのリンム（紀年官）職にある貴族の名前が商業的記録における使用例によって知られているが、アッシュール・ウバリト1世ではなくエリバ・アダド1世の治世に直接割り当てることができるものは比較的限られている。結びつけることが可能なリンムの一人が小ザブの要塞クァブラ（Qabra）の総督アッシュール・ムタッキル（Aššur-muttakil）であるかもしれない。彼はその地位を父親であるアッシュール・ダイヤーン（Aššur-dayyān）から引き継ぎ、自分の息子に遺した。エリバ・アダド1世の石碑は、アッシュール市で発見された2列の石碑のモニュメントであるStelenriehe（row of stelae）のものと特定できる最古の石碑である。後のアッシリア王、イリ・パダの子ニヌルタ・アピル・エクルは彼の碑文でエリバ・アダド1世の子孫であることを主張している。

### 史料
1. ↑  Bricks Ass. 16315 and Ass. 17991.
2. ↑  Khorsabad king list, IM 60017 (excavation nos.: DS 828, DS 32-54).
3. ↑  SDAS King list, IM 60484,
4. ↑  Tablet VAT 9836, 建設事業を記念する円錐形碑文のコピー。
5. ↑  Nassouhi king list, Istanbul A. 116 (Assur 8836),
6. ↑  Tablet VAT 9009, Ass. 14446t.
7. ↑  Tablet VAT 8804 = KAJ 153.